# Manus (římské právo)

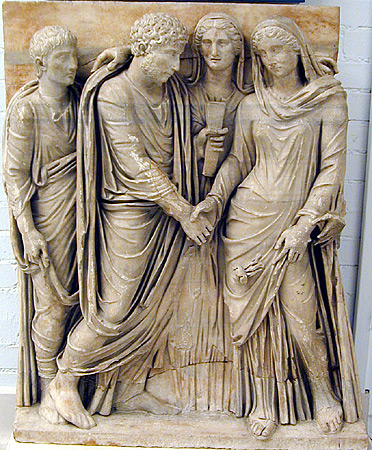
Reliéf znázorňující římský svatební obřad. Muzeum Capodimonte

Manus (latinsky ruka) je právní moc, kterou měl v antickém Římě otec rodiny (pater familias) jako manžel nad svou manželkou, bylo-li uzavřeno „matrimonium cum in manum conventione“ (manželství s manželskou mocí nad ženou). Žena podrobená této moci měla v rodině stejné právní postavení jako dcera. Byla tak podrobena domácímu soudu svého manžela, nebyla způsobilá mít jakýkoli vlastní majetek a cokoli nabývala, nabývala pro otce.
Uzavření manželství in manum conventione mohlo proběhnout třemi způsoby: 
1. confarreatio byla prastará forma používaná hlavně v kruzích kněžských, při ní ženich s nevěstou za přítomnosti 10 svědků a dvou kněží podstupovali různé ceremoniální úkony a mimo jiné i obětovali Jupiterovi špaldový chléb (panis farreus), který dal celému obřadu název.
2. coemptio byl původně prodej nevěsty ženichovi (manželství koupí), později vznikl rituál, kde byla udávána již cena symbolická.
3. usus bylo jakési „vydržení“ manželské moci nad ženou. Žil-li muž se ženou rok jako manžel s manželkou, vznikla mu nad ní automaticky manus.

Nutno ovšem říct, že toto přísné manželství bylo už za doby republiky nahrazováno méně přísným manželstvím „sine in manum conventione“ (bez manželské moci), které již na sklonku republiky bylo častější. 